# Clemens Walch
Clemens Walch (ur. 10 lipca 1987 roku w Rum) – austriacki piłkarz występujący na pozycji pomocnika. Obecnie jest zawodnikiem austriackiego klubu SV Ried.